# トニー・ヴァンダーヴェル
ガイ・アンソニー・ヴァンダーヴェル（Guy Anthony Vandervell、1898年9月8日 - 1967年3月10日）は、トニー・ヴァンダーヴェル（Tony Vandervell）として知られる人物で、イギリスの実業家である。自動車レースのフォーミュラ1（F1）の初代コンストラクターズチャンピオンであるヴァンウォールの創設者・オーナーだったことで特に知られる。姓は「ヴァンダーベル」、「バンダーベル」としばしば表記される。

## 経歴
ヴァンダーヴェルの父親であるチャールズ・ヴァンダーヴェル（Charles Anthony Vandervell, 1871年生 - 1955年没）は電気技師で、1894年にディーゼルエンジン用燃料噴射ポンプメーカーなどとして知られるCAV社（CAV Ltd.）を創業した人物として知られる。
事業で大きな成功を収めた父親は息子であるヴァンダーヴェルも贅沢に育て、有名なパブリックスクールに通わせ、実業家としての商才を育て、技術者としての知識も教え込んだ。

### 初期の経歴
青年期は第一次世界大戦（1914年 - 1918年）の時期と重なり、ヴァンダーヴェルはオートバイによる伝令（デスパッチライダー）を務めた。
戦後、ヴァンダーヴェルは父親が経営するCAV社に入ったが、そこでの仕事は性に合わず、1926年に父親が会社をルーカス社に売却したことを機に同社を去った。
その後は父親の出資によりロンドンで小さな小売店を営んだが、世界大恐慌に伴い倒産した。そんな中、ヴァンダーヴェルが趣味で参加していた自動車レース仲間で、O&Sオイルレスベアリング社という米国企業のロンドン支社で役員を務めていたR・A・ロサーメルという人物が、勤めていたその会社を辞めることになった。この会社はCAV社の取引先でもあり、息子に何か仕事を与えたいと考えていた父チャールズは同支社を買い取り、息子に与えた。この会社が後に「ヴァンダーヴェル・プロダクツ社」（Vandervell Products Limited）となる。

### ヴァンダーヴェル・プロダクツ
1930年、ヴァンダーヴェルは、米国でバビットメタル（ホワイトメタル）という合金を用いた新しいベアリングシステムが発明されたことを知り、その発明をした米国企業クリーブランド・グラファイト社と交渉し、イギリスにおける製造権を獲得した。
そして、1932年にこのベアリングのイギリスにおける特許を登録し、1934年4月23日にその認可を受けた。
この頃に社名を「ヴァンダーヴェル・プロダクツ」（以下、「VP社」）に改め、このベアリングに「シンウォール（Thin-wall）」というブランド名を与えて発売した。当時の自動車エンジン用のベアリングは摩耗が早く、従って交換する頻度が高く、その交換作業は手間も多額の費用もかかるものだったが、この「シンウォール」ベアリングはそれらを解決するものだったことから大きな需要を掘り起こし、イギリスの自動車産業を底辺から支えるものとなる。
ほどなく、「シンウォール」ベアリングは世界最高品質のエンジン用ベアリングとみなされるほどに高い評価を得、第二次世界大戦（1939年 - 1945年）において軍需品への需要も発生して事業は大きく成長し、ヴァンダーヴェル自身は自ら発展させた事業によって大きな資産を築いた。

### ヴァンウォール

#### シンウォール・スペシャル

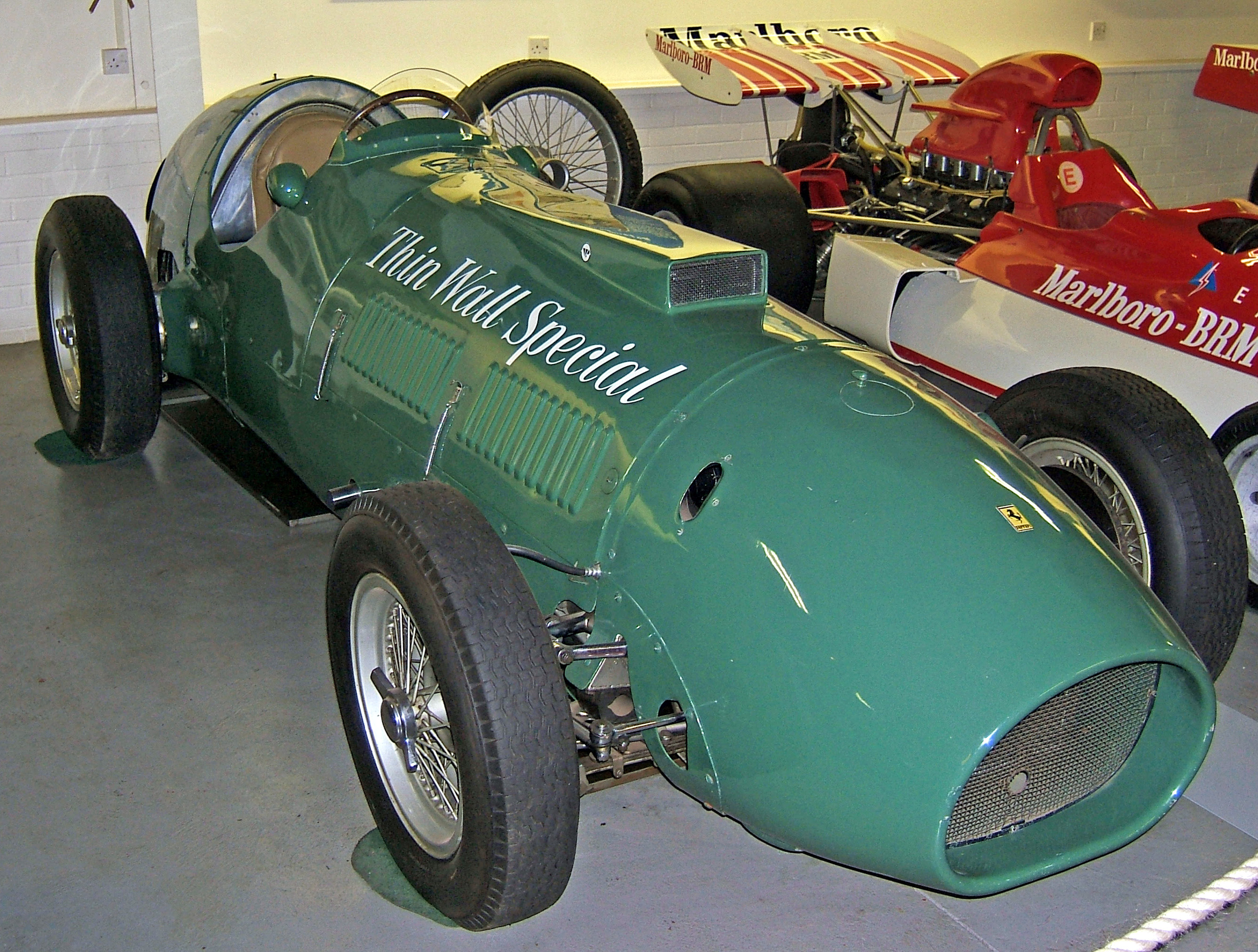
1952年の「シンウォール・スペシャル」。フェラーリ・375F1がベースになっている。

ヴァンダーヴェルは1920年代にオートバイレースや自動車レースに何度も出場しており、第二次世界大戦が終わると、スーパーチャージャー付きV型16気筒エンジンを搭載した「イギリス製」レーシングカーの開発計画を進めていたBRM（1945年設立）のレイモンド・メイズに賛同し、計画の出資者を務めるようになった。
BRMの開発計画がなかなか進まなかったこともあって、1940年代末のこの時期に、排気量1.5リッターのコロンボ・エンジンを搭載したフェラーリ・125を入手してVP社で改造を施し、「シンウォール・スペシャル」と名付け、レース参戦を始めた。
フェラーリの入手が可能だったのは、VP社がフェラーリのエンジン用にベアリングを供給していたという事情による。精密なベアリングを製造していたVP社には当時のフェラーリと同等以上の技術検査部門があり、ヴァンダーヴェルはフェラーリから購入した車両の性能に満足できない時は分解検査させ、中古部品が使われているなどの不具合を見つけた時には販売主であるエンツォ・フェラーリ本人に激しく抗議し、改良された車両を供給させた。
シンウォール・スペシャルはフェラーリのグランプリ車両をベースとして1953年にかけて4台が製作されることになり、1951年には同車はF1世界選手権にも参戦している（チームの名義は「GA・ヴァンダーヴェル」）。そして、フェラーリによる参戦で得たノウハウを活用しつつ、F1で規則変更があることを契機と捉え、1954年からは単独でレース活動を行うことにした。

#### ヴァンウォール・スペシャル
1952年、ヴァンダーヴェルは自前のレーシングカーを製造することを決め、実現に向けた活動をロンドン西部のアクトンに所在するVP社の工場を拠点として開始した。この年から施行された新たなF1レギュレーションでは排気量2.5リッターのF1車両が必要であり、ヴァンダーヴェルはその開発製造に必要な陣容を整えていった。
まず、エンジンは、ヴァンダーヴェルがノートンの役員でもあったため、ノートンのオートバイ用の500 cc単気筒エンジンをベースにした4気筒2リッターを開発することに決めた（規定変更への対応で1955年に2.5リッターに拡大）。エンジンシリンダーはノートン製を使用しつつ、ロールス・ロイスの装甲車用B40エンジンの堅牢なクランクケースをアルミニウム鋳造に変更したものを組み合わせ、ノートンのエンジン技術者であるレオ・クスミツキ（Leo Kusmicki）によってエンジンが開発された。この自社製エンジンは、235馬力を発生した。
エンジンに目途が立ったことで、車体はレーシングコンストラクターのクーパーに開発が委託された。これはヴァンダーヴェルがクーパー親子の自動車レースへの熱意に惚れ込んだためで、息子のジョン・クーパーと意気投合するに至る。車体は当時としては非常にオーソドックスなラダーフレームのシャシーがオーウェン・マドックによって設計され、そうして1954年に最初の車両「ヴァンウォール・スペシャル」が完成した。
この時に車に付けられた「ヴァンウォール」（Vanwall）という名前はヴァンダーヴェルとシンウォールを合成した造語（かばん語）である。

#### ヴァンウォールのデビュー (1954年)
そうして、1954年シーズンから独自車両によるF1参戦を開始し、1955年シーズンに初めてシーズンフル参戦した。
しかし、1955年シーズンもレースの結果は振るわなかったため、ヴァンダーヴェルはクーパーによるシャシーに見切りを付け、実績のない新人だったコーリン・チャップマン（当時は1952年にロータスを設立して間もない頃）に白羽の矢を立て、新たな車両開発を任せた。
チャップマンはマルチチューブラースペースフレームの軽量なシャシーを設計し、それにフランク・コスティンによって設計された空力的に洗練されたボディ形状、ハリー・ウェスレイクによる改良が加えられた2.5リッターエンジン（1957年には約285馬力を発生）が組み合わされ、まず、1956年シーズン途中から数回の参戦を行った。
チャップマンが設計した車両は1956年時点では信頼性が低く、最高位（この年唯一の完走）は第4戦ベルギーGPでハリー・シェルが記録した4位だった。しかし、速さは時折見せ、特に7月にランスで開催された第5戦フランスGPではシェルがラップリードを記録して注目を集めた。そして車両の優秀さが認められ、翌年のドライバーとして、当時のイギリス人ドライバーの中で最高のドライバーとみなされていたスターリング・モスの獲得に成功する。

#### 栄光の2年 (1957年 - 1958年)
1957年シーズンに先代からさらに改善を図った新型車両が投入され、ドライバーとしてはモスのほか、非選手権レースで活躍していた若手実力派のトニー・ブルックス、新人のスチュアート・ルイス＝エヴァンズが加入した。同年7月のイギリスGPでブルックスとモスが乗り継ぐ形で首位でゴールし、イギリス製車両としてはF1世界選手権において初となる優勝を達成した。以降は優勝争いの常連となり、モスはさらに2勝し、シーズンを3勝で終えた。
好調は翌1958年シーズンも続き、レギュラードライバーは前年と同じ3人で、モスとブルックスがそれぞれ3勝を挙げ、ルイス＝エヴァンズも2度の表彰台を獲得した。ヴァンウォールチームとしては参戦した9戦中6勝し、この年にF1で初めて設けられたコンストラクターズタイトルを獲得し、F1の初代コンストラクターズチャンピオンとなった。このタイトルは激しいタイトル争いの末にフェラーリを破って勝ち取ったものであり、ヴァンダーヴェルは「赤い車（イタリア勢）に勝つ」という所期の目的を達成した。
1958年のタイトルを第10戦イタリアGPで確定させたヴァンウォールだったが、この年は栄光のみに包まれる形では終わらなかった。最終戦（第11戦）モロッコGPで、ルイス＝エヴァンズが事故死するという悲劇が起きたのである。

#### 撤退
1959年1月12日、ヴァンダーヴェルは自動車レース活動から手を引くことを発表した。これは当時60歳だったヴァンダーヴェルが医師からの助言に従ったものだと発表されたが、前年最終戦のルイス＝エヴァンズの事故死がヴァンダーヴェルの精神に影響した（神経衰弱）とみなされることが常である。
出資者であり、目標を掲げてチームを牽引してきたリーダーでもあったヴァンダーヴェルを失ったことでヴァンウォールは事実上の活動終了となった。ヴァンダーヴェルがレースに出場したい欲求を抑えきれなかったため、1959年シーズンと1960年シーズンにブルックスがヴァンウォールの車両を数戦走らせたがもはや競争力はなく、1961年シーズンの非選手権レースでモスがリアミッドシップの試作車を走らせたのを最後に、その活動を完全に終えた。
ヴァンウォールの活躍と撤退はイギリスのF1コンストラクターにとっては「始まりの終わり」となり、1960年代のF1は、それまでの「イタリアの赤い車」に代わって、ブリティッシュグリーンに塗装された車両を擁するイギリス勢によって席巻されるようになった。

### 死去
ヴァンウォールの撤退以降、ヴァンダーヴェルは公の場から姿を消し、1967年3月に死去した。

## 人物
無愛想で短気であったことに加え、他者への要求水準も高い人物だった。レース仲間たちからは「頑固親父」（Rugged old bugger）と呼ばれた。
経営していたヴァンダーヴェル・プロダクツ社では独裁者だったが、従業員たちには愛情を注いでおり、「全か無か」というヴァンダーヴェルのアプローチは従業員たちから多大な尊敬を得ていた。本業とあまり関係のないF1参戦を突然決定した際も社内から批判が出ることはなかった。
1957年と1958年の成功はヴァンダーヴェル社の宣伝に使うことが可能だったはずだが、ヴァンダーヴェルは「事業の成功、不成功はその成果によって判断されるべきもので、説明や宣伝はたいして重要なものではない」という経営哲学の持ち主で、本人は宣伝が大嫌いだったため、報道関係者にも何も語らなかった。
レースについては強迫観念に取りつかれていたところがあり、深夜でも作業場に電話をして車両が抱えている問題についての質問責めをすることがよくあった。対応にあたっていたエンジニアやメカニックは、ヴァンダーヴェルが自分たちと同じかそれ以上に懸命に働いていることを知っていたため、そうした事々への対応に付き合った。

### 「イギリス車」についての考え方
ヴァンウォールを参戦させたのは「ブリティッシュグリーンのイギリス車がイタリア車（アルファロメオ、マセラティ、フェラーリ）に勝つ」という願望を実現させるためだったと考えられている。第二次世界大戦後、レイモンド・メイズのBRMが優勝を争える「イギリス製の」グランプリ車両を開発する計画を掲げて出資者を募った際、率先してそれに加担したのもそのためである。しかし、BRMの計画が遅々として進まず、性能にも不満があったため計画から抜け、自らF1参戦を行うことにし（1952年9月）、それが上記のシンウォール・スペシャルによる参戦につながった。
「イギリス車」による優勝を目指したが、部品についてはイギリス製にこだわらず、「最高品質」の物であることのみを望んだ。そもそも、「イタリアの赤い車に勝つ」ことを最終目標に掲げつつ、最初の「シンウォール・スペシャル」の車体とエンジンはイタリアのフェラーリ製を使用しており、車体とエンジンを自製するようになった後もギアボックスのトランスアクスルはフェラーリ製を使用し続けた（エンツォ・フェラーリとは緊密な関係を保ち続けた）。他の部品も、多くのコンストラクターがキャブレーター（気化器）を使用していた中、ボッシュ（ドイツ）の先進的な燃料噴射装置を採用し、ドラムブレーキではなくグッドイヤー（米国）のディスクブレーキを（F1では他に先駆けて）採用し、参戦当初のタイヤもダンロップ（イギリス）ではなくピレリ（イタリア）製を選択し、ピレリがF1から撤退するまで使い続けた。サスペンションダンパーも当初はアームストロング社（イギリス）の製品を使用していたが、1957年にザックス社（ドイツ）の製品に変更している。
当時のイギリスでは「イギリス製品こそ最高」とするBRM代表のメイズのような考え方が主流で、ヴァンダーヴェルのような実利主義的な考え方をする者は少数派だった。ヴァンダーヴェルの考え方は、「部品までイギリス製であるべき」としたBRMの方針とは相容れず、ヴァンダーヴェルがメイズと意見が合わずに決裂した要因となる。